# Franciade Fleurus Duvivier

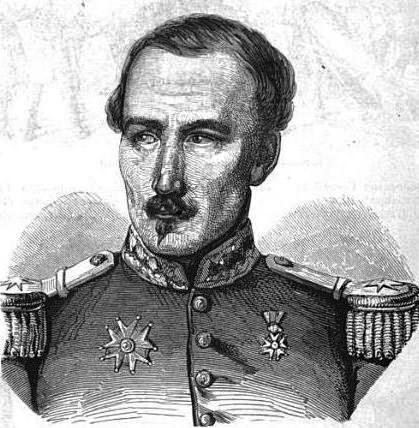
Franciade Fleurus Duvivier

Franciade Fleurus Duvivier (ur. 7 lipca 1794 w Rouen; zm. 4 lipca 1848) – francuski generał.
W 1822 był inspektorem wojsk beja Tunisu. W 1830 należał do wyprawy algierskiej. W 1841 opublikował w Paryżu "Solution de la gustion de l'Algerie" i "Etatsdes portes en Algerie". W 1848 w obronie Paryża przed powstańcami otrzymał postrzał w nogę i zmarł na skutek ogólnej infekcji.